# Curepipe
Curepipe ist mit 84.200 Einwohnern (Stand 2005) die viertgrößte Stadt auf der Insel Mauritius und liegt auf einer Hochebene im Zentrum der Insel im Bezirk Plaines Wilhems.
Für den Namen gibt es keine verbürgte Erklärung. Eine der Erklärungen ist die, dass Reisende vom Hafen in Mahébourg nach Port Louis hier eine Pause machten, um ihre Pfeifen zu putzen. Daher „Cure“ und „Pipe“ (frz. curer sa pipe). Über die Jahre hinweg bildete sich dort eine kleine Stadt. In ihrer Mitte liegt der erloschene Vulkankrater Trou aux Cerfs (deutsch Hirschloch, 200 m Durchmesser, 85 m tief), der von einem Aussichtspunkt mit angeschlossenem Parkplatz aus besichtigt werden kann. Etwa fünf Kilometer südlich befindet sich das größte Wasserreservoir der Insel, das Mare aux Vacoas.

## Persönlichkeiten
- Lise de Baissac (1905–2004), britische Agentin
- Denis Wiehe (* 1940), Bischof
- Jacques-Désiré Périatambée (* 1975), Fußballspieler
- Natacha Rigobert (* 1980), Beachvolleyballspielerin
- Aurélie Halbwachs (* 1986), Radrennfahrerin
- Fabienne St. Louis (* 1988), Triathletin
- Enzo Couacaud (* 1995), französischer Tennisspieler
- Georges Paul (* 1996), Badmintonspieler
- Kimberley Le Court de Billot (* 1996), Radrennfahrerin
- Christopher Rougier-Lagane (* 1998), Radrennfahrer

## Bevölkerungsentwicklung
- 1982: 57.200
- 2003: 81.600
- 2005: 84.200 (geschätzt)